# سلول‌های گلیال
سلول‌های گلیال (به انگلیسی: Glial Cells) یا نوروگلیاها (به انگلیسی: Neuroglia)، سلول‌های پشتیبان سلول‌های عصبی هستند.

## نام ( تعریف و چه کسی آن را کشف کره و در چه سالی)
نام این سلول‌ها در یونان  به معنای «چسب» یا «گل» آریایی مشتق شده‌است. علت این نام گذاری نیز بدین جهت است که برداشت اولیه این بود که این سلول‌ها همچون چسب و زمینه‌ای برای دستگاه عصبی عمل می‌کنند.
گلیال‌ها در ۱۸۵۶ توسط آسیب‌شناس آلمانی، رادولف ویرشو، در جستجو برای نوعی «بافت همبند» (بافت پیوندی) درون مغز کشف شدند.

## وظایف سلول گلیا (نوروگلیا)
سلول‌های گلیال تنوع سلولی و عملکردهایی بسیار بیشتر از نورون‌ها دارند. همچنین سلول‌های گلیال می‌توانند به ناقلان عصبی پاسخ داده و آن‌ها را به طرق مختلفی دستکاری کنند. به علاوه، آن‌ها می‌توانند هم بر حفظ و هم تحکیم حافظه اثر گذارند.
سلول‌های گلیال، سلول‌های غیر-نورونی دستگاه عصبی مرکزی (مغز و طناب نخاعی) و دستگاه عصبی پیرامونی اند که تکانه‌های الکتریکی تولید نمی‌کنند. آن‌ها هم-ایستایی را حفظ کرده، تشکیل میلین داده و از نورون‌ها (یاخته‌های عصبی) پشتیبانی می‌کنند.
آن‌ها چهار عملکرد دارند: (۱) احاطه کردن نورن‌ها و نگه داشتنشان در محل؛ (۲) تأمین مواد مغذی و اکسیژن نورون‌ها؛ (۳) عایق کردن نورون‌ها نسبت به هم؛ (۴) تخریب بیماری‌زاها و حذف نورون‌های مرده. همچنین، نوروگلیاها نقشی در انتقال عصبی و اتصالات همایه، و فرآیندهای فیزیولوژیکی چون تنفس دارند. در حالی که زمانی تصور می‌شد گلیال‌ها به نسبت ۱۰ به ۱ از نورون‌ها بیشترند (به ازای هر نورون ۹ یا ۱۰ نوروگلیا)، مطالعات اخیر با استفاده از روش‌های جدید تر و باز ارزیابی کردن تاریخچه شواهد کمی، نشانگر این است که نسبت کلی گلیال‌ها به نورون‌ها ۱ به ۱ است، و این نسبت بین بافت‌های مختلف مغزی به‌طور قابل توجهی متغیر است.

## انواع

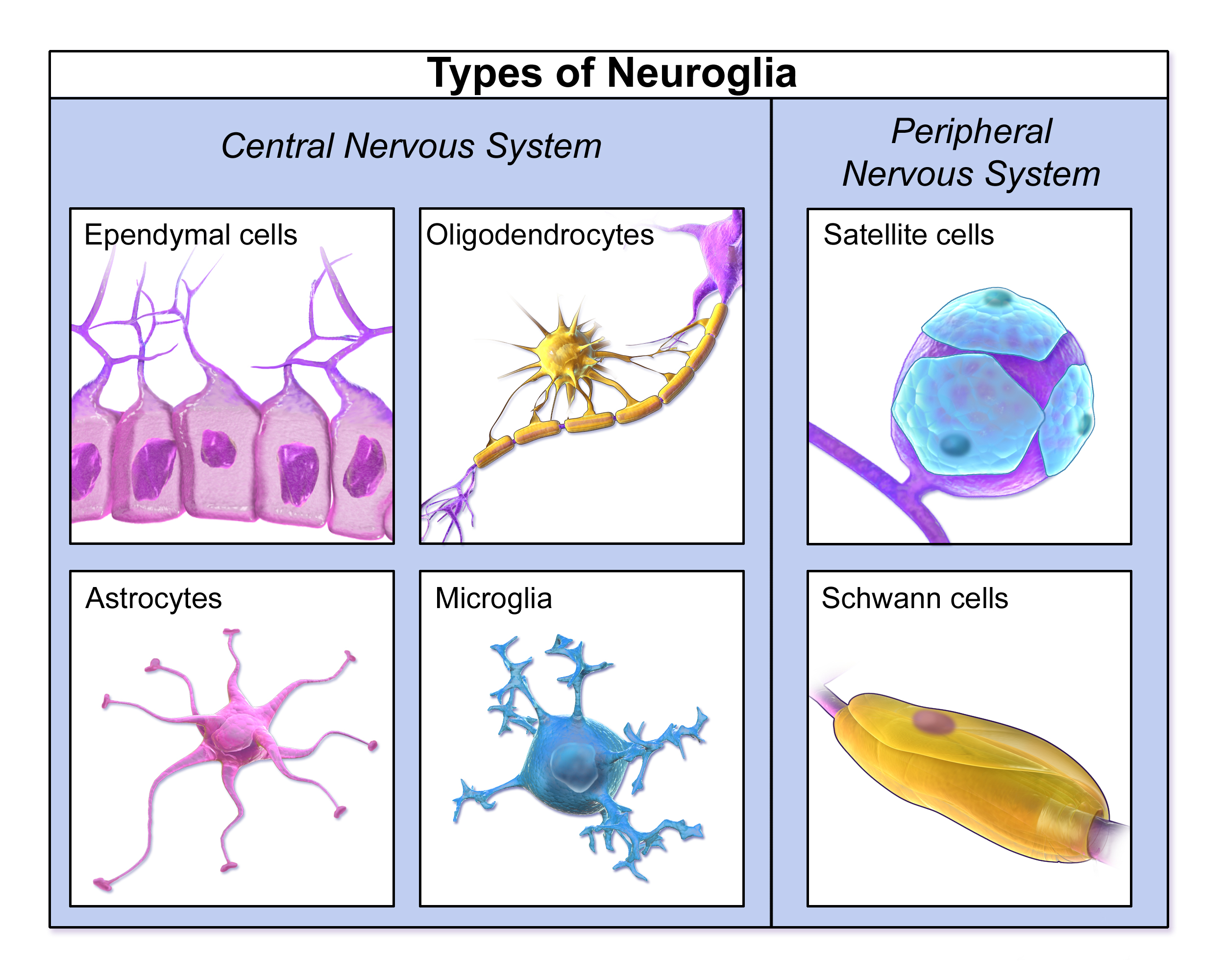
انواع متفاوتی از نوروگلیاها.

به طور کلی، سلول های گلیا بر حسب محلشان به چهار دسته تقسیم می شوند:
- گلیاهای مغز
- گلیاهای نخاع
- گلیاهای مغزی-نخاعی
- گلیاهای غیر مغزی-نخاعی

بر حسب اندازه و وظایفشان به سه گروه تقسیم می شوند:

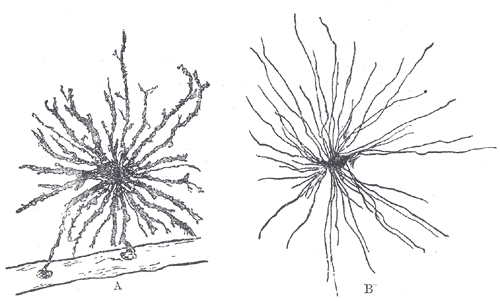
نوروگلیای مغز که با روش گلژی نمایش داده شده.

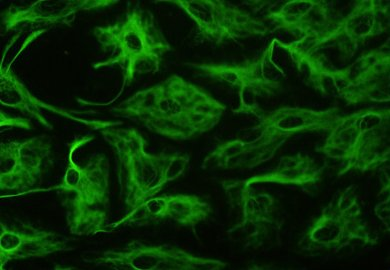
آستروسیت‌ها را می‌توان در محیط کشت شناسایی کرد، چون برعکس دیگر گلیاهای بالغ، می‌توانند پروتئین اسیدی رشته‌ای گلیال (GFAP) را بیان کنند.

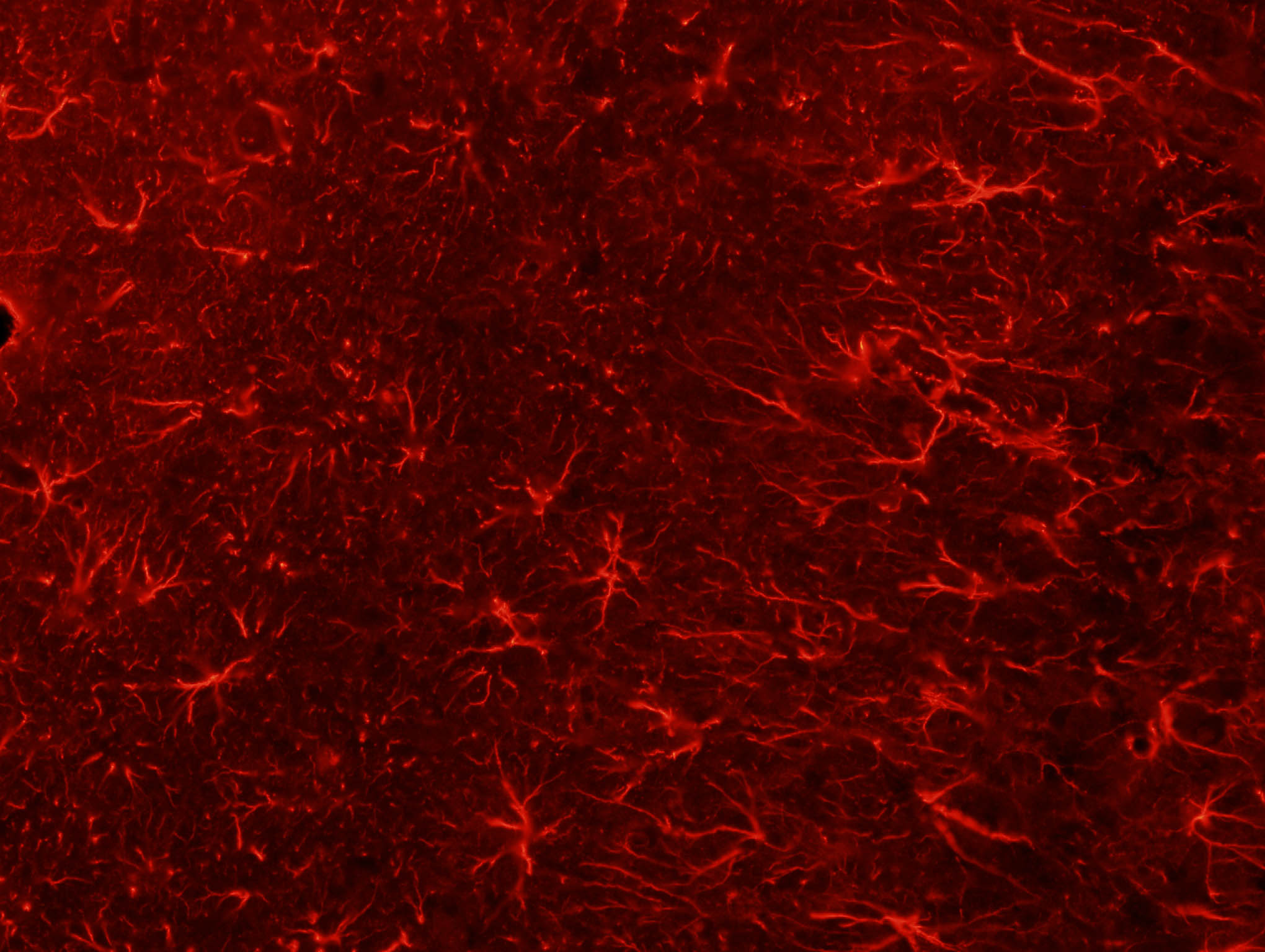
سلول‌های گلیال در مغز یک موش صحرایی که با پادتن‌های ضد GFAP رنگ آمیزی شده‌اند.

- کلان گلیاها (به انگلیسی: Macroglia)
- خرد گلیاها (به انگلیسی: Microglia)
- دگر گلیاها

### ماکروگلیاها
مشتق شده از بافت اکتودرمال.
| مکان | نام                  | توصیف |
| ---- | -------------------- | --- |
| CNS  | آستروسیت‌ها           | آستروسیت‌ها فراوان‌ترین نوع سلول‌های ماکروگلیال در CNS اند، (که با نام آستروگلیاها نیز شناخته می‌شوند) آن‌ها زوائد متعددی دارند که نورون‌ها را از آن طریق به منابع خونی وصل کرده و سد خونی-مغزی ایجاد می‌کنند. این سلول‌ها مواد شیمیایی خارجی را، با حذف یون‌های پتاسیم اضافه، و بازیافت ناقل‌های عصبی آزاد شده طی انتقال سیناپسی، تنظیم می‌کنند. آستروسیت‌ها ممکن است با تولید موادی چون اسید آراشیدونیک، که متابولیتهایش فعال-عروقی (وازواکتیو) اند، در انقباض و اتساع عروقی، نقش تنظیم کنندگی ایفا کنند. آستروسیت‌ها به یکدیگر با استفاده از ATP‌ها پیام می‌دهند. اتصالات شکاف‌دار (که به آن سیناپس‌های الکتریکی هم گفته می‌شود) بین آستروسیت‌ها، امکان پخش مولکول‌های پیام‌بر IP3 را از یک آستروسیت، به آستروسیتی دیگر فراهم می‌آورند. IP3، کانال‌های کلسیمی روی اندامک‌های سلولی را فعال کرده، و بدین طریق موجب آزاد شدن کلسیم به سیتوپلاسم می‌شوند. این کلسیم ممکن است باعث برانگیختگی تولید IP3های بیشتری شده و ATP را از طریق کانال‌های غشائی ساخته شده از پنکسین‌ها آزاد کند. اثر خالص، موج کلسیمی است که از سلولی به سلول دیگر نشر می‌یابد. همچنین رهاسازی برون سلولی ATP، و فعال شدن گیرندگان پورینرژیک روی سایر آستروسیت‌ها، که در پی آن رخ می‌دهد، ممکن است در برخی نواحی بر روی امواج کلسیمی تداخل ایجاد کنند. در حالت کلی، دو نوع آستروسیت وجود دارند، پروتوپلاسمیک و فیبری، که عملکردشان با هم مشابه، اما از نظر ریخت‌شناسی و توزیع متفاوتند. آستروسیت‌های پروتوپلاسمی، زائده‌های به شدت شاخه شاخه ای کوتاه و ضخیمی داشته، و اغلب در ماده خاکستری یافت می‌گردند. آستروسیت‌های فیبری، زائده‌های کمتر شاخه ای شده، نازک و بلندی داشته و در ماده سفید بیشتر یافت می‌گردند. اخیراً نشان داده شده که فعالیت آستروسیت‌ها، با جریان خون در مغز مرتبط اند و در حقیقت این نکته همان چیزی است که در fMRI اندازه‌گیری می‌شود. همچنین این سلول‌ها در مدارهای نورونی درگیر بوده و پس از حس کردن تغییرات در کلسیم برون سلولی، نقش بازدارندگی را ایفا می‌کنند. |
| CNS  | الیگودندروسیت‌ها      | الیگودندروسیت‌ها، سلول‌هایی اند که آکسون‌ها را در دستگاه عصبی مرکز (CNS)، با غشای سلولیشان پوششانده و تشکیل غشای تخصصی متمایزی به نام میلین داده که در نهایت غلاف میلینی را تشکیل می‌دهند. غلاف میلین موجب عایق بندی آکسون‌ها شده و امکان نشر مؤثرتر سیگنال‌های الکتریکی پتانسیل عمل می‌گردند. |
| CNS  | سلول‌های اپاندیمی     | سلول‌های اپاندیمی، که به اپاندیموسیت‌ها نیز معروفند، مرزی بین طناب نخاعی و دستگاه بطنی مغز ایجاد می‌کنند. این سلول‌ها در ایجاد و ترشح مایع مغزی-نخاعی (CSF) و مژک زنی برای کمک به گردش CSF و ایجاد سد خونی-CSF نقش دارند. آن‌ها همچنین نقش سلول‌های بنیادی عصبی را ایفا می‌کنند. |
| CNS  | گلیاهای شعاعی        | گلیاهای شعاعی، سلول‌هایی اند که بعد از شروع نورون‌زایی، از سلول‌های نورواپیتلیال ظهور پیدا می‌کنند. توانایی‌های تمایزیشان از سلول‌های نورواپیتلیال محدود تر است. در تکوین دستگاه عصبی، گلیاهای شعاعی هم نقش پیش-سازان نورونی، و هم نقش چارچوبی را ایفا می‌کنند که نورون‌های تازه متولد شده به سمتشان مهاجرت می‌کنند. در مغز بالغ، مخچه و شبکیه چشم، خصوصیات گلیال‌های شعاعی حفظ می‌شوند. در مخچه، گلیاهای برگمن اند که انعطاف‌پذیری سیناپسی را تنظیم می‌کنند. در شبکیه، علاوه بر سلول‌های آستروگلیال، سلول‌های مولر شعاعی نیز ضخامت شبکیه را اشغال کرده، و در ارتباطات دوطرفه با نورون‌ها شرکت می‌کنند. |
| PNS  | سلول‌های شوان         | سلول‌های شوان، عملکردی مشابه الیگودندروسیت‌ها داشته، برای آکسون‌های دستگاه عصبی پیرامونی (PNS)، میلین ارائه می‌کنند. همچنین فعالیت بیگانه‌خواری و پاکسازی زباله‌های سلولی داشته و امکان رشد دوباره نورون‌های PNS را فراهم می‌آورند. |
| PNS  | سلول‌های ماهواره‌ای    | سلول‌های گلیال ماهواره‌ای، سلول‌های کوچکی اند که نورون‌های گلیال حسی، سمپاتیک و پاراسمپاتیک را احاطه می‌کنند. این سلول‌ها، به تنظیم محیط شیمیایی بیرونی کمک می‌کنند. آن‌ها نیز همچون آستروسیت‌ها، با اتصالات شکافی بهم وصل شده و به ATP با افزایش غلظت درون سلولی یون‌های کلسیم، پاسخ می‌دهند. همچنین آن‌ها به شدت به جراحت و التهاب حساسند و به نظر می‌رسد که در حالات آسیب‌شناختی (پاتولوژیک) چون درد مزمن سهیم اند. |
| PNS  | سلول‌های گلیال امعائی | این سلول‌ها در گانگلیاهای ذاتی دستگاه گوارشی یافت می‌شوند. زمانی تصور می‌شد که این‌ها، نقش‌های متعددی در دستگاه روده‌ای (امعائی)، مرتبط با فرآیندهای هم-ایستایی و هضم با ماهیچه‌ها، داشته باشند. |

### میکروگلیا
میکروگلیا ماکروفاژهای تخصصی هستند که قادر به فاگوسیتوز هستند و از نورون‌های سیستم عصبی مرکزی محافظت می‌کنند.[۲۲] آن‌ها از اولین موج سلول‌های تک هسته‌ای مشتق شده‌اند که در اوایل رشد از جزایر خون کیسه زرده منشأ می‌گیرند و اندکی پس از شروع تمایز پیش‌سازهای عصبی مغز را مستعمره می‌کنند.[۲۳]
این سلول‌ها در تمام نواحی مغز و نخاع یافت می‌شوند. سلول‌های میکروگلیال نسبت به سلول‌های ماکروگلیال کوچک هستند، با شکل‌های متغیر و هسته‌های مستطیلی. آنها در داخل مغز متحرک هستند و هنگامی که مغز آسیب می‌بیند، تکثیر می‌شوند. در سیستم عصبی مرکزی سالم، فرآیندهای میکروگلیا به‌طور مداوم از تمام جنبه‌های محیط خود (نرون‌ها، ماکروگلیا و رگ‌های خونی) نمونه برداری می‌کنند. در یک مغز سالم، میکروگلیا پاسخ ایمنی را به آسیب مغزی هدایت می‌کند و نقش مهمی در التهاب همراه با آسیب دارد. بسیاری از بیماری‌ها و اختلالات با کمبود میکروگلیا مانند بیماری آلزایمر، بیماری پارکینسون و ALS مرتبط هستند.

### دیگر
هیپوسیت‌های هیپوفیز خلفی سلول‌های گلیال با ویژگی‌های مشترک با آستروسیت‌ها هستند.[۲۴] تانیسیت‌ها در برجستگی میانی هیپوتالاموس نوعی سلول اپاندیمی هستند که از گلیای شعاعی فرود می‌آیند و قاعده بطن سوم را می‌پوشانند.[۲۵] مگس میوه مگس سرکه حاوی انواع گلیال‌های متعددی است که از نظر عملکردی شبیه گلیای پستانداران هستند اما با این وجود به‌طور متفاوتی طبقه‌بندی می‌شوند.[۲۶]

## تاریخچه
گرچه که احتمالاً سلول‌های گلیال و نورون‌ها، اولین بار همزمان در ابتدای قرن ۱۹م مشاهده شدند، برعکس نورون‌هایی که خواص ریخت‌شناختی و فیزیولوژیکیشان برای اولین توسط محققین دستگاه عصبی به‌طور مستقیم قابل مشاهده بود، تا اواسط قرن ۲۰م، سلول‌های گلیال تنها به عنوان «چسب» ی برای کنار هم نگه داشتن سایر نورون‌ها در نظر گرفته می‌شدند.
گلیاها، اولین بار در ۱۸۵۶، توسط آسیب‌شناسی به نام رادولف ویرشو، در توضیحاتی که از او در ۱۸۴۶ منتشر شد، توصیف شدند. توصیفات مفصل تر این سلول‌ها، توسط همین دانشمند در کتابی با عنوان «آسیب‌شناسی سلولی» در ۱۸۵۸ ارائه گشت.
زمانی که نشانگران انواع مختلف سلول‌های مغز آلبرت اینشتین مورد تجزیه و تحلیل قرار گرفت، کشف کردند که گلیاهای مغز او، در شکنج زاویه ای چپ، ناحیه ای که تصور می‌شد مسئول پردازش ریاضیات و زبان اند، از مغزهای عادی به‌طور معناداری بیشتر است. با این حال، از هر ۲۸ مقایسه علمی بین مغز انشتین و مغزهای کنترل، پیدا کردن یک نتیجه معنادار (از نظر آماری) شگفت‌انگیز نبوده و این ادعا که مغز انشتین متفاوت است علمی نیست (به عنوان مثال، مسئله مقایسه چندگانه را ببینید).
نه تنها نسبت گلیاها به نورون‌ها در طی تکامل افزایش می‌یابد، بلکه اندازه گلیاها نیز بیشتر می‌شود. حجم سلول‌های آستروگلیا در مغز انسان‌ها، ۲۷ برابر مغز موش‌هاست.
این یافته‌های مهم علمی، می‌تواند موجب تغییر جهت دیدگاه نورون-محور به دیدگاه جامع تری شود که سلول‌های گلیال را نیز در بر می‌گیرد. دانشمندان، طی بخش اعظمی از قرن بیستم، توجه چندانی به سلول‌های گلیال نکردند و آن‌ها را صرفاً به عنوان چارچوب‌های فیزیکی برای نورون‌ها می‌دیدند. یافته‌های منتشر شده جدید، پیشنهاد می‌کنند که تعداد سلول‌های گلیال در مغز با هوش گونه‌ها همبستگی دارد.

## ارجاعات
1. ↑  https://en.wiktionary.org/wiki/γλία#Ancient_Greek
2. ↑  γλοία, γλία. Liddell, Henry George; Scott, Robert; A Greek–English Lexicon at Perseus Project.
3. ↑  "Classic Papers". Network Glia. Max Delbrueck Center für Molekulare Medizin (MDC) Berlin-Buch. Archived from the original on 8 May 2020. Retrieved 14 November 2015.
4. 1 2  Fields, R. Douglas; Araque, Alfonso; Johansen-Berg, Heidi; Lim, Soo-Siang; Lynch, Gary; Nave, Klaus-Armin; Nedergaard, Maiken; Perez, Ray; Sejnowski, Terrence; Wake, Hiroaki (October 2014). "Glial Biology in Learning and Cognition". The Neuroscientist. 20 (5): 426–431. doi:10.1177/1073858413504465. ISSN 1073-8584. PMC 4161624. PMID 24122821.
5. ↑  Jessen KR, Mirsky R (August 1980). "Glial cells in the enteric nervous system contain glial fibrillary acidic protein". Nature. 286 (5774): 736–7. Bibcode:1980Natur.286..736J. doi:10.1038/286736a0. PMID 6997753. S2CID 4247900.
6. ↑  Wolosker H, Dumin E, Balan L, Foltyn VN (July 2008). "D-amino acids in the brain: D-serine in neurotransmission and neurodegeneration". The FEBS Journal. 275 (14): 3514–26. doi:10.1111/j.1742-4658.2008.06515.x. PMID 18564180. S2CID 25735605.
7. ↑  Swaminathan, Nikhil (Jan–Feb 2011). "Glia—the other brain cells". Discover.
8. ↑  Gourine AV, Kasymov V, Marina N,  et al. (July 2010). "Astrocytes control breathing through pH-dependent release of ATP". Science. 329 (5991): 571–5. Bibcode:2010Sci...329..571G. doi:10.1126/science.1190721. PMC 3160742. PMID 20647426.
9. ↑  Beltrán-Castillo S, Olivares MJ, Contreras RA, Zúñiga G, Llona I, von Bernhardi R,  et al. (2017). "D-serine released by astrocytes in brainstem regulates breathing response to CO2 levels". Nat Commun. 8 (1): 838. Bibcode:2017NatCo...8..838B. doi:10.1038/s41467-017-00960-3. PMC 5635109. PMID 29018191.
10. ↑  von Bartheld, Christopher S. (November 2018). "Myths and truths about the cellular composition of the human brain: A review of influential concepts". Journal of Chemical Neuroanatomy. 93: 2–15. doi:10.1016/j.jchemneu.2017.08.004. ISSN 1873-6300. PMC 5834348. PMID 28873338.
11. ↑  von Bartheld, Christopher S.; Bahney, Jami; Herculano-Houzel, Suzana (2016-12-15). "The search for true numbers of neurons and glial cells in the human brain: A review of 150 years of cell counting". The Journal of Comparative Neurology. 524 (18): 3865–3895. doi:10.1002/cne.24040. ISSN 1096-9861. PMC 5063692. PMID 27187682.
12. ↑  http://www.scientificamerican.com/article.cfm?id=the-root-of-thought-what
13. ↑  Swaminathan N (2008). "Brain-scan mystery solved". Scientific American Mind. Oct–Nov (5): 7. doi:10.1038/scientificamericanmind1008-7b.
14. ↑  Torres A (2012). "Extracellular Ca2+ Acts as a Mediator of Communication from Neurons to Glia". Science Signaling. 5 Jan 24 (208): 208. doi:10.1126/scisignal.2002160. PMC 3548660. PMID 22275221.
15. ↑  Baumann N, Pham-Dinh D (April 2001). "Biology of oligodendrocyte and myelin in the mammalian central nervous system". Physiological Reviews. 81 (2): 871–927. doi:10.1152/physrev.2001.81.2.871. PMID 11274346.
16. ↑  Johansson CB, Momma S, Clarke DL, Risling M, Lendahl U, Frisén J (January 1999). "Identification of a neural stem cell in the adult mammalian central nervous system". Cell. 96 (1): 25–34. doi:10.1016/S0092-8674(00)80956-3. PMID 9989494. S2CID 9658786.
17. ↑  Newman EA (October 2003). "New roles for astrocytes: regulation of synaptic transmission". Trends in Neurosciences. 26 (10): 536–42. doi:10.1016/S0166-2236(03)00237-6. PMID 14522146. S2CID 14105472.
18. ↑  Campbell K, Götz M (May 2002). "Radial glia: multi-purpose cells for vertebrate brain development". Trends in Neurosciences. 25 (5): 235–8. doi:10.1016/s0166-2236(02)02156-2. PMID 11972958. S2CID 41880731.
19. ↑  Jessen KR, Mirsky R (September 2005). "The origin and development of glial cells in peripheral nerves". Nature Reviews. Neuroscience. 6 (9): 671–82. doi:10.1038/nrn1746. PMID 16136171. S2CID 7540462.
20. ↑  Hanani, M. Satellite glial cells in sensory ganglia: from form to function. Brain Res. Rev. 48:457–476, 2005
21. ↑  Ohara PT, Vit JP, Bhargava A, Jasmin L (December 2008). "Evidence for a role of connexin 43 in trigeminal pain using RNA interference in vivo". Journal of Neurophysiology. 100 (6): 3064–73. doi:10.1152/jn.90722.2008. PMC 2604845. PMID 18715894.
22. ↑  Bassotti G, Villanacci V, Antonelli E, Morelli A, Salerni B (July 2007). "Enteric glial cells: new players in gastrointestinal motility?". Laboratory Investigation. 87 (7): 628–32. doi:10.1038/labinvest.3700564. PMID 17483847.
23. ↑  Fan, Xue; Agid, Yves (August 2018). "At the Origin of the History of Glia". Neuroscience. 385: 255–271. doi:10.1016/j.neuroscience.2018.05.050. PMID 29890289. S2CID 48360939.
24. ↑  Kettenmann H, Verkhratsky A (December 2008). "Neuroglia: the 150 years after". Trends in Neurosciences. 31 (12): 653–9. doi:10.1016/j.tins.2008.09.003. PMID 18945498. S2CID 7135630.
25. ↑  Diamond MC, Scheibel AB, Murphy GM Jr, Harvey T,"On the Brain of a Scientist: Albert Einstein","Experimental Neurology 1985;198–204", Retrieved February 18, 2017
26. ↑  Hines, Terence (2014-07-01). "Neuromythology of Einstein's brain". Brain and Cognition (به انگلیسی). 88: 21–25. doi:10.1016/j.bandc.2014.04.004. ISSN 0278-2626. PMID 24836969. S2CID 43431697.
27. ↑  Koob, Andrew (2009). The Root of Thought. FT Press. p. 186. ISBN 978-0-13-715171-4.
28. ↑  Aw, B.L. "5 Reasons why Glial Cells Were So Critical to Human Intelligence". Scientific Brains. Retrieved 5 January 2015.

- مشارکت‌کنندگان ویکی‌پدیا. «Glia». در دانشنامهٔ ویکی‌پدیای انگلیسی.

## برای مطالعهٔ بیشتر
- Barres BA (November 2008). "The mystery and magic of glia: a perspective on their roles in health and disease". Neuron. 60 (3): 430–40. doi:10.1016/j.neuron.2008.10.013. PMID 18995817.
- Role of glia in synapse development بایگانی‌شده  در ۷ فوریه ۲۰۱۲ توسط Wayback Machine
- Overstreet LS (February 2005). "Quantal transmission: not just for neurons". Trends in Neurosciences. 28 (2): 59–62. doi:10.1016/j.tins.2004.11.010. PMID 15667925. S2CID 40224065.
- Peters A (May 2004). "A fourth type of neuroglial cell in the adult central nervous system". Journal of Neurocytology. 33 (3): 345–57. doi:10.1023/B:NEUR.0000044195.64009.27. PMID 15475689. S2CID 39470375.
- Volterra A, Steinhäuser C (August 2004). "Glial modulation of synaptic transmission in the hippocampus". Glia. 47 (3): 249–57. doi:10.1002/glia.20080. PMID 15252814. S2CID 10169165.
- Huang YH, Bergles DE (June 2004). "Glutamate transporters bring competition to the synapse". Current Opinion in Neurobiology. 14 (3): 346–52. doi:10.1016/j.conb.2004.05.007. PMID 15194115. S2CID 10725242.
- Artist ADSkyler(uses concepts of neuroscience and found inspiration from Glia)